# Guyana Press Association
 (juin 2025).
L’Association de la presse du Guyana (GPA) est l’unique organisation représentant les professionnels des médias Guyana. Créée en 1945, elle est la deuxième plus ancienne organisation de journalistes et de défense de la liberté de la presse dans les Caraïbes anglophones.

## Historique
L’organisation est créée en 1945,,.
Le 7 janvier 2018, Nazima Raghubir devient la première présidente du GPA,. Elle est réélue à ce poste le 14 mai 2023.